# Episodi di M*A*S*H (undicesima stagione)
L'undicesima e ultima stagione della serie televisiva M*A*S*H è andata in onda negli Stati Uniti d'America dal 25 ottobre 1982 al 28 febbraio 1983.
In Italia è inedita.
| nº | Titolo originale              | Titolo italiano | Prima TV USA     | Prima TV Italia |
| -- | ----------------------------- | --------------- | ---------------- | --------------- |
| 1  | Hey, Look Me Over             |                 | 25 ottobre 1982  |                 |
| 2  | Trick or Treatment            |                 | 1º novembre 1982 |                 |
| 3  | Foreign Affairs               |                 | 8 novembre 1982  |                 |
| 4  | The Joker is Wild             |                 | 15 novembre 1982 |                 |
| 5  | Who Knew?                     |                 | 22 novembre 1982 |                 |
| 6  | Bombshells                    |                 | 28 novembre 1982 |                 |
| 7  | Settling Debts                |                 | 6 dicembre 1982  |                 |
| 8  | The Moon is Not Blue          |                 | 13 dicembre 1982 |                 |
| 9  | Run for the Money             |                 | 20 dicembre 1982 |                 |
| 10 | U.N., the Night and the Music |                 | 3 gennaio 1983   |                 |
| 11 | Strange Bedfellows            |                 | 10 gennaio 1983  |                 |
| 12 | Say No More                   |                 | 24 gennaio 1983  |                 |
| 13 | Friends and Enemies           |                 | 7 febbraio 1983  |                 |
| 14 | Give and Take                 |                 | 14 febbraio 1983 |                 |
| 15 | As Time Goes By               |                 | 21 febbraio 1983 |                 |
| 16 | Goodbye, Farewell and Amen    |                 | 28 febbraio 1983 |                 |